# Compagnie des Indes
Une compagnie des Indes, terme générique, était une compagnie qui gérait le commerce entre une métropole européenne et ses colonies.
Alors que l'Espagne et le Portugal s'étaient réservés l'exploitation de l'Amérique, à la suite des découvertes de Christophe Colomb tout au long du XVIe siècle, au XVIIe siècle les autres puissances européennes s'engagent dans une compétition acharnée pour constituer des empires coloniaux qui pourront alimenter leur économie et leur puissance.
Le commerce entre une métropole et ses colonies était souvent contrôlé par une compagnie à qui l’État conférait un monopole, et qui portait le nom de Compagnie des Indes. Sous le vocable mythique des Indes, on recensait alors tous les territoires nouveaux qui pouvaient être atteints en prenant la route de l'Est (Indes orientales) et ceux qu'on rejoignait par la route de l'Ouest, dite du Nouveau Monde (Indes occidentales).

## Le contexte historique de création des Compagnies
À la suite des croisades ouvrant les routes de l’Orient, les républiques italiennes s'imposent par leurs activités commerciales et financières au long des XIIIe et XIVe siècles avant que le commerce ne s'étende aussi à l’Angleterre et aux pays de la mer du Nord. Deux grands pôles concentrent le commerce de l’Europe : l’Italie du Nord et les pays de la Baltique où prospère la Ligue Hanséatique depuis le Moyen Âge.
La fin du XVe siècle est marquée par les Grandes découvertes : l’Amérique par Christophe Colomb en 1492, mais surtout l’Asie (les Indes) grâce au contournement du Cap de Bonne-Espérance par le Portugais Vasco de Gama en 1498. La Casa da India est fondée à Lisbonne en 1500, c'est l'une des premières compagnies qui se consacre au commerce avec l'Orient.
À l’aube du XVIe siècle, la puissante république de Venise domine la mer Méditerranée, et par là, grâce à ses relations avec les comptoirs du Moyen-Orient, le commerce des produits — essentiellement le commerce des épices — venus du Levant et de l’océan Indien. Le contrôle de ces produits venus d’Extrême-Orient par caravane ou par navire lui assure la domination des marchés d’Europe. Cette domination commence toutefois à être contestée par la ville d’Anvers, devenue l’entrepôt du poivre importé par le Portugal, utilisant la nouvelle route maritime du Sud.
À partir des années 1570, le commerce de Venise en Méditerranée est mis à mal par les marchands nordiques qui inondent les marchés de produits contrefaits, allant jusqu’à orner leurs tissus du sceau vénitien afin d’en renforcer l’attrait. L’industrie méditerranéenne perd alors à la fois ses clients et sa renommée. Pendant ce temps, l’Espagne met en place le commerce de l’or en provenance des nouveaux territoires qu’elle a découverts en traversant l’Atlantique. Mais elle connaît à son tour un déclin important à la fin du XVIe siècle.
Au début du XVIIe siècle, les Provinces-Unies sont encore en guerre contre la couronne espagnole pour obtenir leur indépendance. La situation sociale y est différente de celle du reste de l’Europe. Le commerce y est développé, la noblesse y a perdu son pouvoir au profit d’une puissante élite bourgeoise. Le pays est renommé pour sa tolérance sur le plan religieux et pour ses techniques agricoles avancées.
À la fin du XVIe siècle, les Hollandais commencent à s’intéresser aux Indes. Cornelis de Houtman part en 1592 avec quatre navires dont trois reviennent à Amsterdam en 1597, sans avoir fait de substantiels profits. Mais l’expédition n’est qu’un précédent au développement d’un important commerce que l’Empire portugais déclinant ne peut contrer. Entre 1598 et 1602, les Hollandais envoient 75 navires divisés en 14 flottes vers l’océan Indien. En 1600, des vaisseaux hollandais arrivent au Japon, puis en Chine l’année suivante. Les flottes qui réussissent à revenir permettent des bénéfices atteignant jusqu’à 265 %, mais ceux-ci pourraient être encore accrus s’il n’y avait une multiplicité de compagnies se faisant une concurrence effrénée en Asie.
Dans le sillage des Hollandais, Anglais, Français, Suédois et Danois se lancent à la conquête des sources d'approvisionnement en épices.

## Le premier instrument de la domination européenne

### Les traits communs de ces entreprises
- La traduction des théories mercantilistes
- L'usage du monopole
- L'action publique déléguée aux structures privées
- La mise en œuvre des sociétés par actions

### L'impact de leur action sur l'Europe
- La création des empires coloniaux européens
- La rivalité Pays-Bas-Angleterre
- La rivalité France-Angleterre
- La domination du commerce anglais

### L'impact sur les sociétés dominées
- L'œuvre missionnaire et la réalité commerciale
- La première globalisation
- L'esclavage et l'asservissement des sociétés

## Les compagnies des Indes orientales

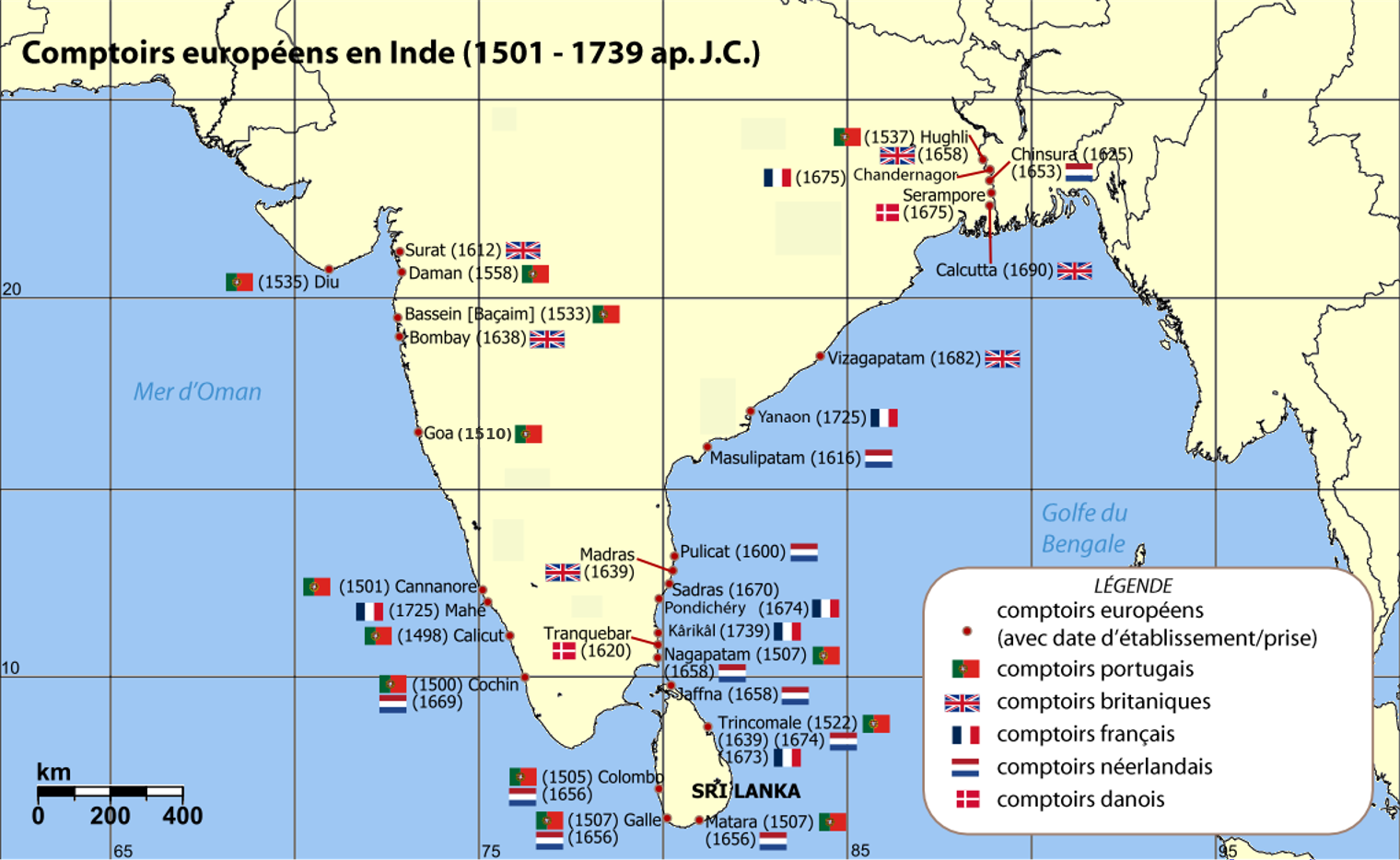
Les comptoirs Européens en Inde

### Espagne
Fondée en 1503, suivie par la fondation de la Flotte des Indes en 1566, elle est dissoute en 1790.

### Angleterre
La East India Company, fondée en 1600 a grandement contribué à la constitution de l'Empire britannique, elle disparait en 1875.

### Pays-Bas
La Vereenigde Oostindische Compagnie (VOC), créée en 1602, dans les Provinces-Unies (Pays-Bas), s'implanta dans l'Indonésie actuelle et au Sri Lanka, elle disparait en 1799.

### Danemark
Elle a été fondée le 17 mai 1616, par le roi Christian IV. Après un bref essor, la compagnie connut des difficultés et fut dissoute en 1729. En 1732, elle fut refondée sous le nom de Compagnie asiatique. Elle perdit son monopole en 1772 et les Indes danoises devinrent colonies de la couronne en 1779.

### Portugal
Elle fut créée en 1628 et dissoute en 1633.

### France
Elle fut constituée par Colbert en 1664.
Louis XIV décide en 1665 d’étendre son influence face aux diverses Compagnies concurrentes. Il exprime ainsi sa volonté de découvrir les propriétés légendaires des plantes et épices d’ailleurs.
Jean-Baptiste Colbert, ministre des Finances, propose une rencontre avec botanistes et naturalistes afin que ces derniers sillonnent les mers asiatiques et orientales à la recherche de plantes rares. C’est ainsi que s’établit un lien commercial entre l’Asie ainsi que l’Orient, à travers la route des Indes et de la Soie.
Cette odyssée mène les botanistes de la Compagnie à des découvertes extraordinaires, et leur retour était très attendu à la cour.
Elle disparait ensuite dans un scandale politico-financier en 1793.

### Suède
La Svenska Ostindiska Companiet est fondée en 1731 et dissoute en 1813.

## Les compagnies des Indes occidentales

### Pays-Bas
La West-Indische Compagnie (WIC) est créée en 1621, destituée pour la première fois en 1674, et disparait définitivement en 1792.

### Suède
La Svenska Västindiska Kompaniet a été fondée en 1786 et dissoute en 1805.